# Большая Кяма (река)
Большая Кяма — река в России, протекает по территории Обозерского городского поселения Плесецкого района Архангельской области. Устье реки находится в 30 км по левому берегу реки Кяма. Длина реки составляет 15 км. У истока реки находится посёлок Большая Кяма, на середине течения — посёлок Первомайский.

## Данные водного реестра
По данным государственного водного реестра России относится к Двинско-Печорскому бассейновому округу, водохозяйственный участок реки — Северная Двина от впадения реки Вага и до устья, без реки Пинега, речной подбассейн реки — Северная Двина ниже места слияния Вычегды и Малой Северной Двины. Речной бассейн реки — Северная Двина.
Код объекта в государственном водном реестре — 03020300412103000034024.